# Фелчут
Фелчут(мађ. Felcsút) је село у жупанији Фејер, у Мађарској.
Овде је стационирана ФК Пушкаш aкадемија.

## Историја
Село се први пут помиње 1269. године. Име је села је настало спајањем личног имена Чут (јез−мађ|Csút) придева „фел“ (јез−мађ|fel), што на мађарском језику значи „горњи“. У средњем веку власници села били су крсташи из Столног Београда, а  у 15. веку постало је власништво Ордена Светог Павла Првог пустињака. У периоду између 16. и 19. века власници села су се често мењали.
Католичка црква у класицистичком стилу изграђена је у периоду 1828. до 1840, а калвинистичка црква је завршена 1895. године.

## Економија
Фелчот је 2009. године постало најбогатије мађарско насеље по глави становника (171.092 HUF), чиме је претекао дотада најбогатије будимпештанске округе Будимпешта II округ и Будимпешта XII округ. Годину дана раније село је по истом статистичком рачунању заузимало 336. место.
Овај нагли раст Фелчут дугује мађарском премијеру Виктору Орбану, који је тамо одрастао. Он је донео у место неколико инфраструктурних пројеката, укључујући и стадион Панчо арена и ускотрачну пругу.